# NGC 1029
NGC 1029 è una galassia lenticolare situata nella costellazione dell'Ariete, a una distanza di circa 164 milioni di anni luce dalla nostra Via Lattea.

## Scoperta
La galassia è stata scoperta il 1 ottobre 1864 dall'astronomo tedesco Albert Marth.

## Descrizione

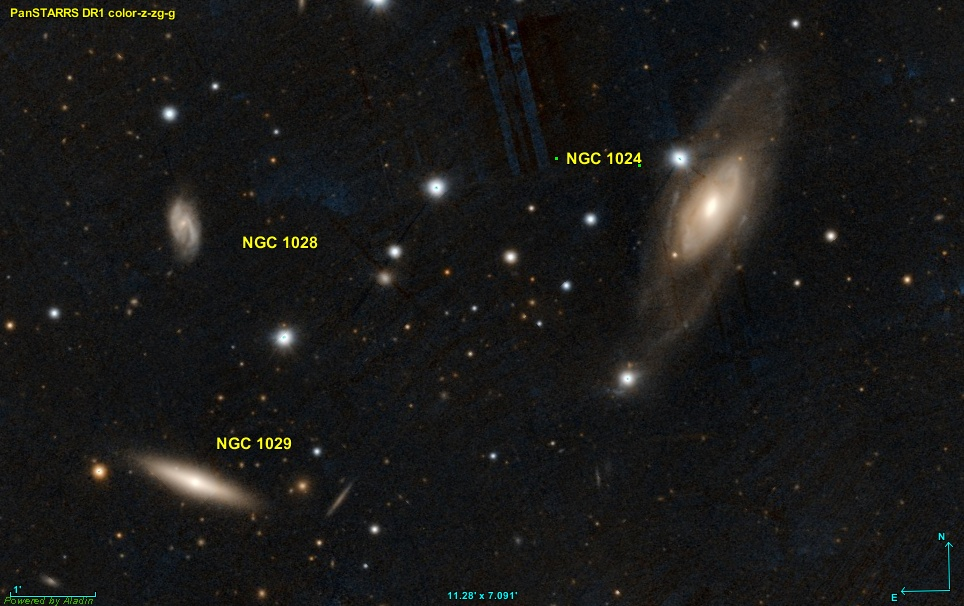
NGC 1024, NGC 1028 e NGC 1029 nelle immagini Pan-STARRS

NGC 1029 presenta una larga riga a 21 cm dell'idrogeno neutro.

## Gruppo di NGC 1024
NGC 1029 fa parte di un piccolo gruppo di tre galassie. Le altre due galassie del Gruppo di NGC 1024 sono NGC 990 e NGC 1024.
Secondo lo studio di Mahtessian, NGC 1024 e NGC 1029 formano una coppia di galassie.